# 格伦代尔 (犹他州)
格伦代尔（英文：Glendale），是美国犹他州凯恩县下属的一座城市。建市于 1862年，面积大约为7.79平方英里（20.2平方公里），海拔约为5,778英尺（1,761米）。根据2010年美国人口普查，该市有人口381人。